# Ацильне число
Аци́льне число́ (рос. ацильное число, англ. acyl number) — величина, що характеризує вміст ацильних груп у речовині, чисельно дорівнює масі KOH (у грамах), яка необхідна для гідролізу естерів, галогенангідридів або амідів у 100 г речовини.
Для визначення ацильного числа до наважки досліджуваної речовини додають відому кількості спиртового розчину KOH і нагрівать. По завершенню реакції надлишок KOH відтитровують стандартним розчином кислоти (наприклад, хлоридної). Паралельно проводять визначення для холостої проби — із аналогічною кількістю гідроксиду калію та без наважки досліджуваної речовини.
За отриманим об'ємом титранту розраховують ацильне число:
АЧ = 56,1 · CM · (V0 — V)/ m,
де 56,1 — молярна маса KOH, г/моль;
CM — молярна концентрація розчину кислоти, моль/л;
V0 — об'єм розчину кислоти, що пішов на титрування холостої проби, мл;
V — об'єм розчину кислоти, що пішов на титрування досліджуваної проби, мл;
m — маса наважки досліджуваної речовини, г.
Інколи ацильне число визначають іонообмінним методом.